# Àcid fulgídic
L'àcid fulgídic, i de nom sistemàtic àcid (9S,10E,12S,13S,15Z)-9,12,13-trihidroxioctadecan-10,15-dienoic, és un àcid carboxílic de cadena lineal amb devuit àtoms de carboni, dos dobles enllaços als carbonis 10 i 15, ambdós trans i amb tres grups hidroxil {\displaystyle {\ce {-OH}}} als carbonis 9, 12 i 13, la qual fórmula molecular és {\displaystyle {\ce {C18H32O5}}}. En bioquímica és considerat un àcid gras.

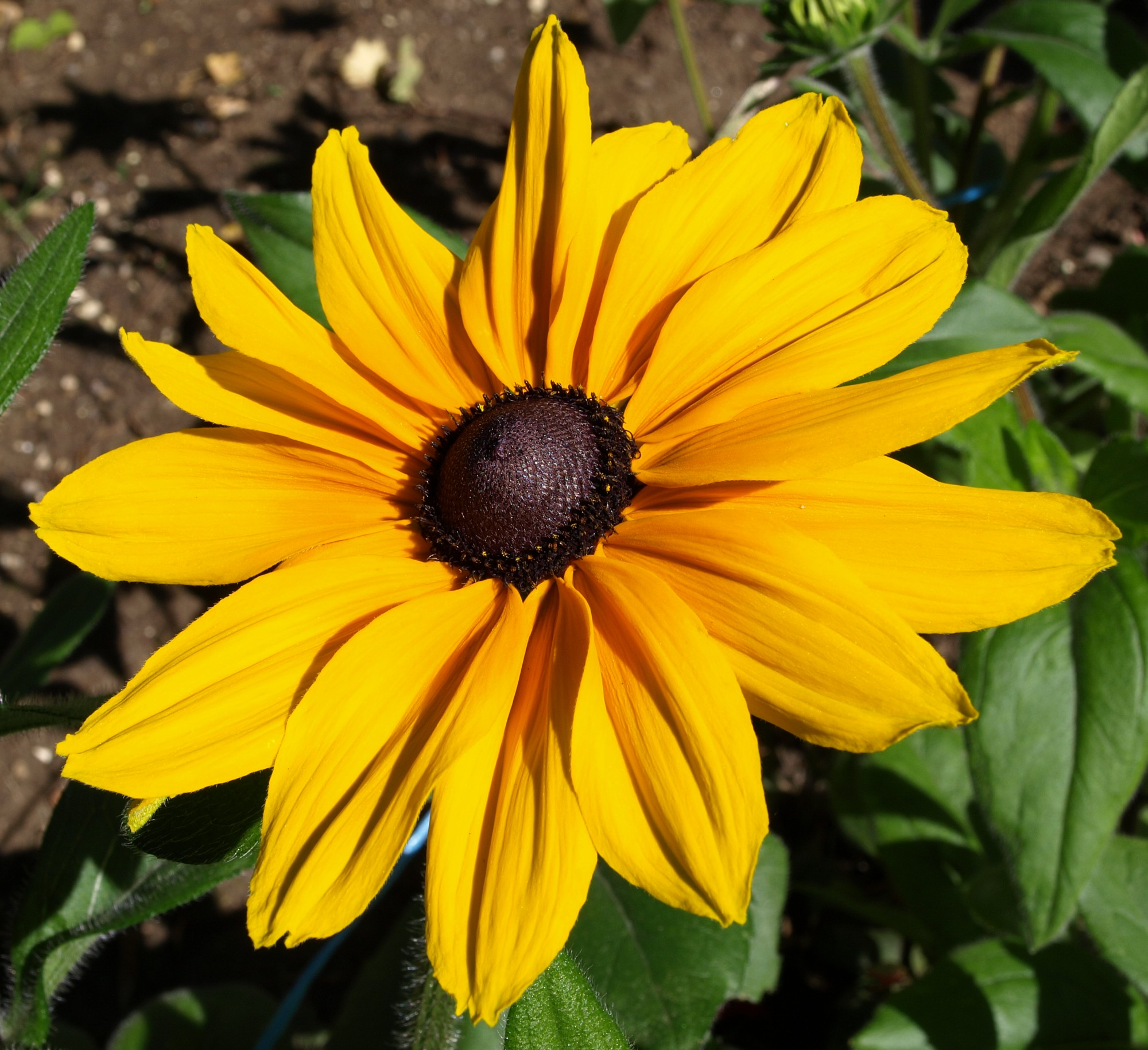
Flor de Rudbeckia fulgida

Fou aïllat per primera vegada el 1985 per Werner Herz i Palaniappan Kulanthaivel de la planta Rudbeckia fulgida. Del nom de l'espècie en derivaren el nom comú àcid fulgínic. Ha sigut aïllat també dels rizomes de la serrana rodona, Cyperus rotundus, emprada en la medicina tradicional xinesa pel tractament de diverses malalties, i de les arrels de Codonopsis pilosula. S'ha demostrat que té propietats antiinflamatòries.